# Distrito de Pacora (Panamá)
El distrito de Pacora fue un antiguo distrito de la provincia de Panamá que existió durante la Unión a Colombia. Su ubicación es la parte oriental del actual distrito de Panamá. Su cabecera fue el caserío de Pacora, a las orillas del río del mismo nombre.
Fue una zona de llanos fértiles y clima agradable, del cual se desarrolló la ganadería y cría de caballos.
Mediante la Ordenanza 23 de 1892, el distrito de Pacora fue eliminado y degradado como corregimiento del distrito de Panamá.